# James Morrison (cantor)
James Morrison Catchpole (Rugby, Inglaterra, 13 de agosto de 1984) é um cantor e guitarrista britânico. Em 2006, o seu primeiro single "You Give Me Something" se tornou um hit na Europa, Austrália e Japão. Seu álbum, estreou no topo da UK Álbuns Chart. Ele lançou seu segundo álbum, "Songs for You, Truths for Me" em 2008, que entrou no top cinco, no Reino Unido, bem como o irlandês topping Albums Chart. Songs for You, Truths for Me destaque para o top ten singles "You Make It Real" e o sua aclamado colaboração com Nelly Furtado intitulado "Broken Strings".

## Biografia

### Início
Morrison começou a tocar guitarra aos 12 anos quando seu tio Joe lhe mostrou como tocar riffs de blues. Já adolescente, enquanto morava em Porth, perto de Newquay, na Cornualha, ele começou tocando nas ruas. Após alguns anos fazendo covers de canções de outros músicos, ele finalmente começou a compor as suas próprias canções.
Morrison disse que a primeira vez que ouviu a voz de Stevie Wonder ele quase chorou, e desde então foi fascinado pela forma como ele utiliza a sua voz.
Durante uma visita a Derby, Morrison encontrou um bar local chamado "Ryan's" onde havia "microfone liberado" à noite, para as pessoas poderem falar o que quiserem. Nos dois anos seguintes, ele executou lá regularmente até assinar com a Polydor Records. Antes de ser assinado com um grande selo, Morrison também tinha feito excursão com Corinne Bailey Rae.
Para deixar claro, apesar do nome ser o mesmo que o vocalista do The Doors, não existe nenhum grau de parentesco entre James Morrison e Jim Morrison.

### Undiscovered
Ele alcançou o sucesso mundial com seu primeiro single "You Give Me Something", que alcançou o segundo lugar nas paradas na Holanda e quinto lugar no Reino Unido. Ele lançou o seu primeiro álbum Undiscovered em 31 de Julho de 2006. O álbum recebeu críticas positivas, como o The Sun, afirmando "Não existe uma faixa ruim nele".
O segundo single do álbum foi "Wonderful World", que entrou no top dez no Reino Unido, chegando na oitava posição. A canção também se saiu bem nos Países Baixos onde chegou na posição de número 8. Este foi seu segundo single top dez depois do sucesso "You Give Me Something". Em 18 de dezembro de 2006, James Morrison lançou o seu terceiro single "The Pieces Don't Fit Anymore". E chegou na posição 30 no Reino Unido. O quarto single do álbum Undiscovered foi a canção "Undiscovered" que foi lançado no dia 13 de março de 2007. "Undiscovered" chegou na posição 63. A canção fez mais sucesso nos Países Baixos, onde alcançou a posição 30.
Morrison foi programado para tocar no V Festival 2006, em uma das mais pequenas tendas ali. A audiência no entanto, foi muito maior do que o esperado e não pode caber na tenda atribuída para ele. Como resultado, ele tinha um conjunto de dez minutos sobre o palco principal antes de Hard-Fi entrou em (Weston Park). No V Festival 2007 ele desempenhou o seu conjunto completo no palco principal. Ele também tocou "You Give Me Something" em 2006 no Royal Variety Performance perante o príncipe Charles e a duquesa da Cornualha. Ele apareceu no Live from Abbey Road na sequência da sua sessão de gravação ao vivo Abbey Road Studios, em 5 de Janeiro de 2007.
Após o lançamento de Undiscovered, Morrison fez sua primeira aparição na televisão nacional nos Estados Unidos, no Jimmy Kimmel Live show, além de aparecer no NBC's Today Show, em 16 de Março de 2007, executando "You Give Me Something", só com guitarra Wurlitzer e piano. O álbum estreou na posição 24, nos E.U.A. com 24.000 cópias vendidas em sua primeira semana.
Em 2007, Morrison foi nomeado para três BRIT Awards e ganhou o Melhor Artista Solo Britânico Masculino. Outras indicações foram para o Melhor Artista Revelação Britânico, Melhor Single Britânico. Em 4 de abril de 2007, foi premiado com o título de um artista disjuntor AOL, uma competição em que foi votado pelo público britânico.
No Concert for Diana, em 1 de julho de 2007, ele executou as canções "Wonderful World" e "You Give Me Something", em honra da princesa Diana. Durante o verão de 2007. Seu quinto single no Reino Unido foi, "One Last Chance" lançado em 2 de julho de 2007 como um download. O vídeo foi exibido nos canais de música The Hits, The Box e Smash Hits. O vídeo foi filmado no Canadá, em abril de 2007. Em 29 de novembro de 2007, ele se apresentou no Centro de Convenções de Kuala Lumpur para o Acoustic Live & Loud KL'07, um festival de música da Malásia. James se apresentou ao lado de Rick Preço e do cantor local Dayang Nurfaizah.

### Songs For You, Truth For Me
Em 29 de setembro de 2008, Morrison, lança seu segundo álbum intitulado Songs for You, Truths for Me. Nas composições deste álbum, fez parceria com Ryan Tedder, Martin Terefe, Martin Brammer e Steve Robson. O álbum também apresenta um dueto com a cantora Nelly Furtado, intitulado "Broken Strings", co-escrito com Fraser T. Smith e Nina Woodford. De outubro de 2008 até o final do ano Morrison tem excursionado por toda a Europa. O álbum teve bom desempenho, estreou no TOP 3 do Reino Unido e ficou cinco semanas no TOP 10. Ao falar sobre o álbum, Morrison disse que tinha a música "Moved On" desde o primeiro álbum, mas que não a tal ponto que os fãs de seu álbum anterior não seria capaz de "pegar".
"You Make It Real" foi lançada uma semana antes do lançamento do álbum como a liderança única. Como parte da promoção. A canção estreou no número 7, sobre o Reino Unido Singles Chart. "You Make It Real" gastou um total de oito semanas na tabela. "You Make It Real" ficou ainda mais conhecida depois de ser tocada na série americana Brothers and Sisters no primeiro episódio da 5 temporada.  O segundo single do álbum foi "Broken Strings", com a colaboração da Nelly Furtado. O single foi lançado no dia 15 de dezembro de 2008. Ele entrou no singles charts, no número 73 e lentamente subiu para quatro semanas antes, na sequência de uma performance da canção com Girls Aloud no The Girls Aloud Party, invadiu o início dez, no número 6, dando o seu quarto Morrison top dez sorteados.
Após o sucesso de Broken Strings, o álbum que havia sido gradualmente decrescente estabelece o álbum gráfico, fez um salto a partir de número 48 a 29, e em seguida, duas semanas mais tarde, re-entrou no top ten no número 7. Ela subiu novamente na próxima semana para número 4 e foi mapear, no número 5, vinte semanas após a libertação. O mesmo efeito permitido Songs For You, Truths for Me ganhar sucesso na Irlanda. Depois de cair fora da Irish Albums Chart completamente, que re-entrou na tabela no número 63. Ele passou por várias semanas até que ele foi mapear, no número 13. A próxima semana o álbum subiu ao topo da tabela, digitando o número um no top dez. Isto deu Songs for You, Truths for Me é o primeiro número um gráfico colocação Morrison e deu seu segundo número um álbum.

## Vida pessoal
James está em uma longa relação com a namorada, Gill, eles vivem juntos na cidade de Hangleton, que fica em Hove, East Sussex. Gill deu à luz o primeiro filho do casal, uma filha chamada Elsie em Setembro de 2008. Quando perguntado sobre o nome "Elsie", Morrison disse: "Minha namorada estava dizendo, 'Eu quero chamá-la de Elsie', então eu disse, 'Qualquer que seja'. É um clássico nome tão bem, acho que vai vê-la até que ela é uma velha senhora".

## Discografia

### Álbuns
| Álbum                         | Detalhes do Álbum                                                                                 | Melhores posições | Melhores posições | Melhores posições | Melhores posições | Melhores posições | Melhores posições | Melhores posições | Vendas                      | Certificações                                                                                            |
| Álbum                         | Detalhes do Álbum                                                                                 | RU                | AUS               | AUT               | ALE               | IRE               | HOL               | SUI               | Vendas                      | Certificações                                                                                            |
| ----------------------------- | ------------------------------------------------------------------------------------------------- | ----------------- | ----------------- | ----------------- | ----------------- | ----------------- | ----------------- | ----------------- | --------------------------- | --- |
| Undiscovered                  | - Lançamento: 10 de junho de 2006 - Formato(s): CD, digital download - Gravadora(s): Polydor      | 1                 | 17                | 14                | 13                | 5                 | 5                 | 15                | - : 3.000.000 - : 1.500.000 | - BPI: 5× Platina - ARIA: Platina - BVMI: Ouro - IRMA: Platina - NVPI: Ouro - RMNZ: Platina - IFPI: Ouro |
| Songs for You, Truths for Me  | - Lançamento: 26 de setembro de 2008 - Formato(s): CD, digital download - Gravadora(s): Polydor   | 3                 | 21                | 26                | 13                | 1                 | 11                | 12                | - : 1.500.000 - : 900.000   | - BPI: 3× Platina                                                                                        |
| The Awakening                 | - Lançamento: 23 de setembro de 2011 - Formato(s): CD, digital download - Gravadora(s): Island    | 1                 | 9                 | 5                 | 1                 | 2                 | 7                 | 1                 | - : 1.000.000 - : 400.000   | - BPI: Platina - ARIA: Ouro - BVMI: Ouro - IFPI: Ouro                                                    |
| Higher Than Here              | - Lançamento: 30 de outubro de 2015 - Formato(s): CD, digital download - Gravadora(s): Island     | 7                 | 94                | 33                | 22                | 45                | 15                | 3                 | - : 60.000                  | - BPI: Prata                                                                                             |
| You're Stronger Than You Know | - Lançamento: 08 de março de 2019 - Formato(s): CD, digital download - Gravadora(s): Stanley Park | 14                | —                 | 52                | 37                | —                 | 58                | 12                |                             | |

### Singles
- "You Give Me Something" (2006)
- "Wonderful World" (2006)
- "The Pieces Don't Fit Anymore" (2006)
- "Undiscovered" (2007)
- "One Last Chance" (2007)
- "You Make It Real (2008)
- "Nothing Ever Hurt Like You" (2008)
- "Broken Strings" Feat. Nelly Furtado (2008)
- "Please Don't Stop The Rain" (2009)
- "Get To You" (2009)
- "In my Dreams" (2011)
- "I Won't Let You Go" (2011)
- "Slave To The Music" (2011)
- "Up" Feat. Jessie J (2011)
- "One Life" (2012)
- "Demons" (2015)
- "Stay Like This" (2015)
- "I Need You Tonight" (2016)